# Billboard Music Award al miglior artista
Il Billboard Music Award al miglior artista (Billboard Music Award for Top Artist) è il premio principale della cerimonia annuale organizzata da Billboard. Il premio è stato assegnato per la prima volta nel 1993 con il nome di #1 World Artist. Venne ritirato in occasione della cerimonia del 1994, ma tornò di nuovo l'anno successivo con il nome di Artista dell'anno. Successivamente venne ribattezzato con il titolo attuale nel 2011. Sono sei gli artisti ad aver vinto il premio due volte: 50 Cent, Adele, Destiny's Child, Taylor Swift, Usher e Drake. Taylor Swift è l'artista più nominata in questa categoria con cinque candidature.

## Vincitori e nominati
I vincitori sono indicati in grassetto.

### Anni '90

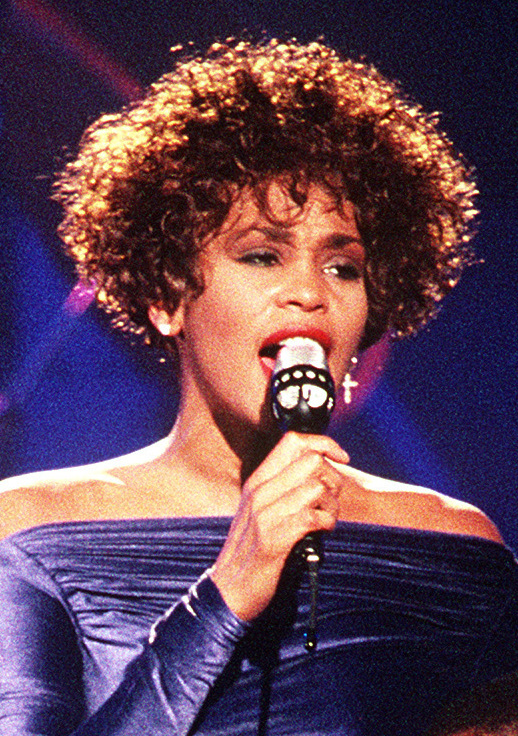
Whitney Houston, la prima vincitrice del premio come miglior artista (all'epoca chiamato #1 World Artist)

| Anno | Vincitore/i       | Nominati                                           | Nota  |
| ---- | ----------------- | -------------------------------------------------- | ----- |
| 1993 | Whitney Houston   | /                                                  | [ 1 ] |
| 1994 | N.D.              | N.D.                                               | N.D.  |
| 1995 | TLC               | - Boyz II Men - Hootie & the Blowfish - Real McCoy | [ 2 ] |
| 1996 | Alanis Morissette | /                                                  | [ 3 ] |
| 1997 | LeAnn Rimes       | - Toni Braxton - Jewel - Spice Girls               | [ 4 ] |
| 1998 | Usher             | - LeAnn Rimes - Savage Garden - Shania Twain       | [ 5 ] |
| 1999 | Backstreet Boys   | - Britney Spears - TLC - Shania Twain              | [ 6 ] |

### Anni 2000

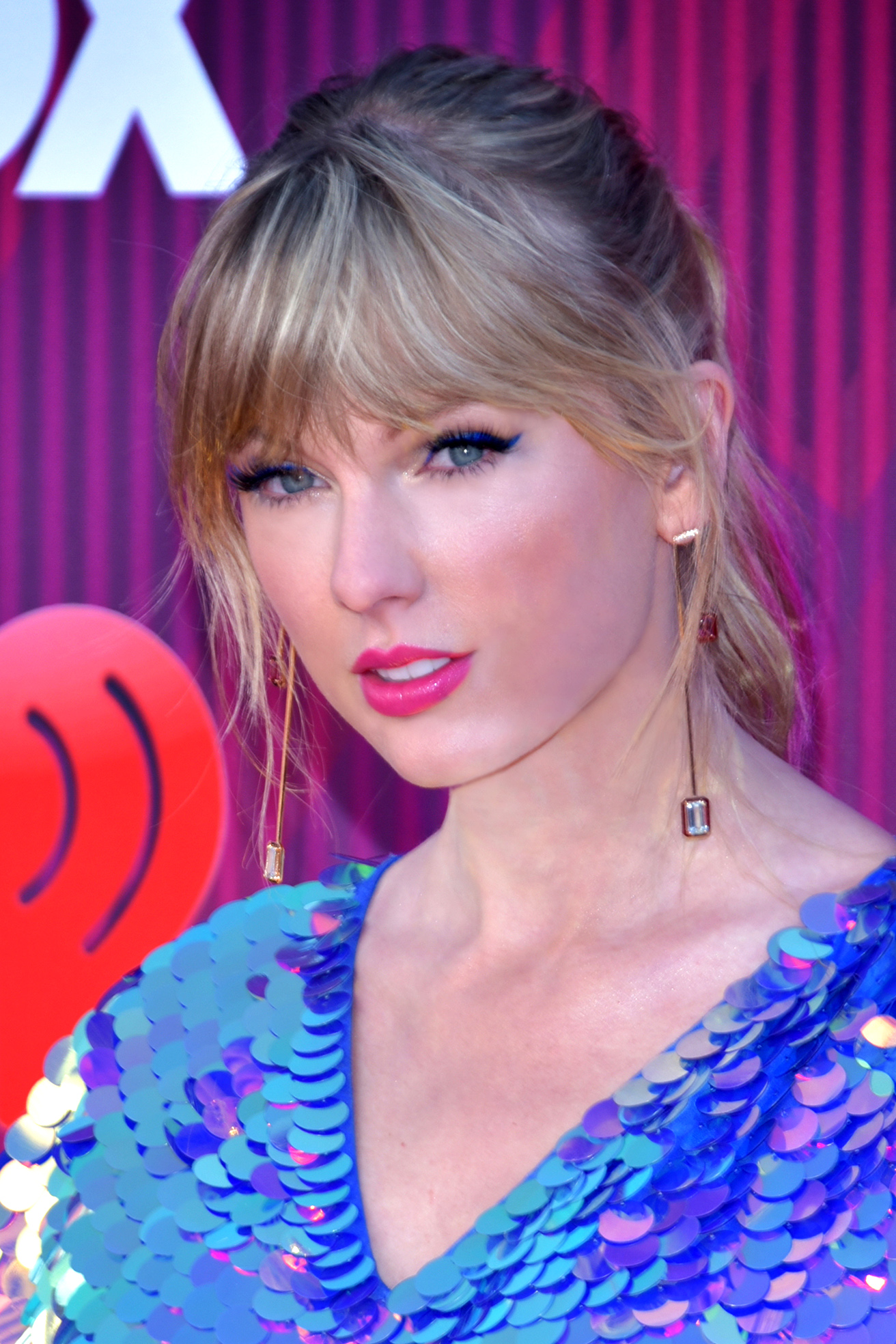
Taylor Swift ha vinto 2 volte il premio ed è l'artista con più nomination alla categoria (5)

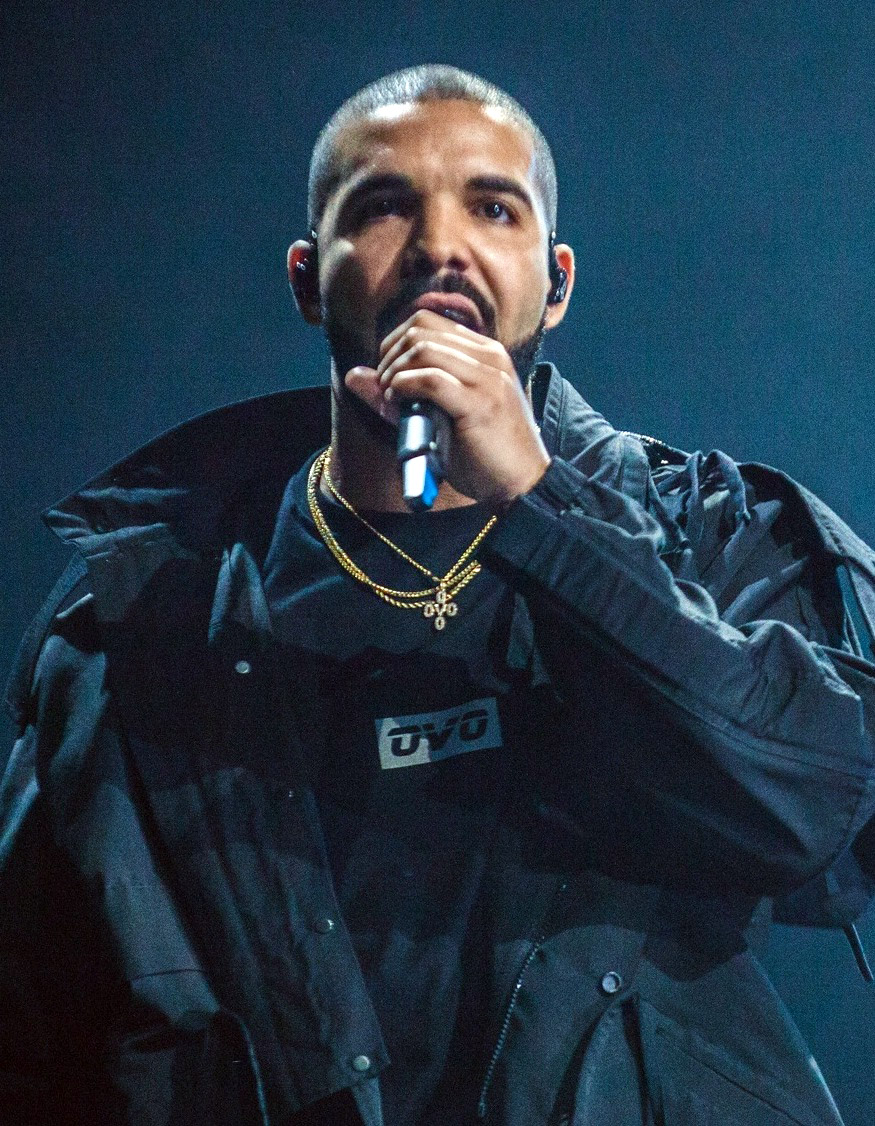
Drake ha vinto 2 volte il premio su 4 nomination

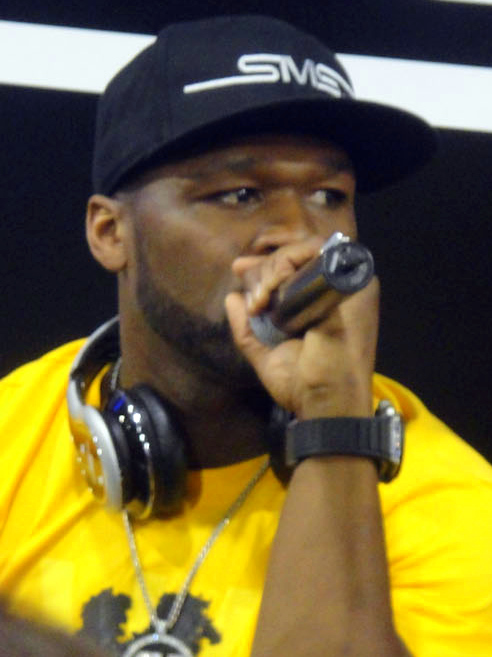
50 Cent, due vittorie su due nomination

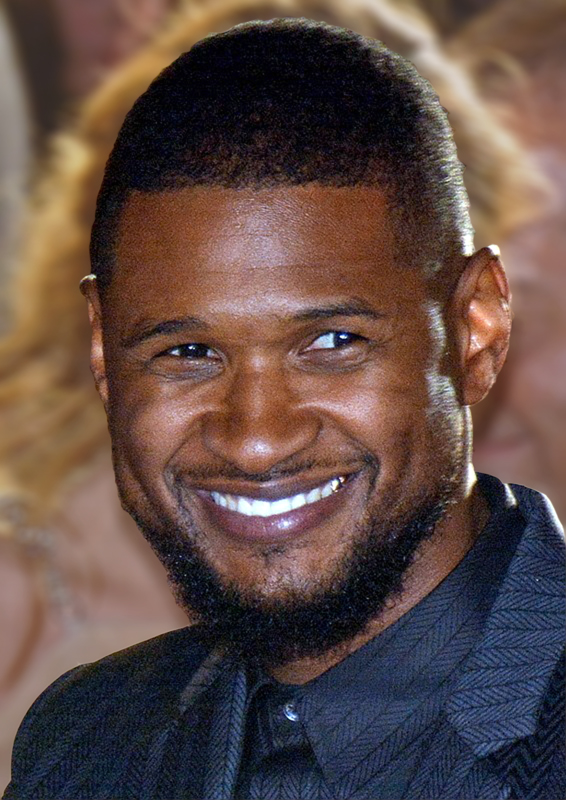
Usher ha ottenuto due vittorie su due nomination

| Anno    | Vincitore/i       | Nominati                                    | Nota              |
| ------- | ----------------- | ------------------------------------------- | ----------------- |
| 2000    | Destiny's Child   | /                                           | [ 7 ]             |
| 2001    | Destiny's Child   | - Jennifer Lopez - Nelly - Shaggy           | [ 8 ]             |
| 2002    | Nelly             | - Ashanti - Creed - Eminem                  | [ 9 ]             |
| 2003    | 50 Cent           | - R. Kelly - Sean Paul - Justin Timberlake  | [ 10 ]            |
| 2004    | Usher             | - Alicia Keys - Maroon 5 - Outkast          | [ 11 ]            |
| 2005    | 50 Cent           | - Mariah Carey - Kelly Clarkson - Green Day | [ 12 ]            |
| 2006    | Chris Brown       | - Rascal Flatts - Nickelback - Sean Paul    | [ 13 ]            |
| 2007-09 | Nessuna cerimonia | Nessuna cerimonia                           | Nessuna cerimonia |

### Anni 2010
| Anno | Vincitore/i       | Nominati | Nota              |
| ---- | ----------------- | --- | ----------------- |
| 2010 | Nessuna cerimonia | Nessuna cerimonia | Nessuna cerimonia |
| 2011 | Eminem            | - Justin Bieber - Lady Gaga - Rihanna - Taylor Swift                                                                           | [ 14 ]            |
| 2012 | Adele             | - Lady Gaga - Lil Wayne - Katy Perry - Rihanna                                                                                 | [ 15 ]            |
| 2013 | Taylor Swift      | - Justin Bieber - Maroon 5 - One Direction - Rihanna                                                                           | [ 16 ]            |
| 2014 | Justin Timberlake | - Miley Cyrus - Imagine Dragons - Bruno Mars - Outkast                                                                         | [ 17 ]            |
| 2015 | Taylor Swift      | - Ariana Grande - Katy Perry - One Direction - Sam Smith                                                                       | [ 18 ]            |
| 2016 | Adele             | - Justin Bieber - Drake - Taylor Swift - The Weeknd                                                                            | [ 19 ]            |
| 2017 | Drake             | - Adele - Beyoncé - Justin Bieber - The Chainsmokers - Ariana Grande - Shawn Mendes - Rihanna - Twenty One Pilots - The Weeknd | [ 20 ]            |
| 2018 | Ed Sheeran        | - Drake - Kendrick Lamar - Bruno Mars - Taylor Swift                                                                           | [ 21 ]            |
| 2019 | Drake             | - Cardi B - Ariana Grande - Post Malone - Travis Scott                                                                         | [ 22 ]            |

### Anni 2020
| Anno | Vincitore/i | Nominati                                                     | Nota   |
| ---- | ----------- | ------------------------------------------------------------ | ------ |
| 2020 | Post Malone | - Billie Eilish - Jonas Brothers - Khalid - Taylor Swift     | [ 23 ] |
| 2021 |             | - Drake - Juice WRLD - Pop Smoke - Taylor Swift - The Weeknd | [ 24 ] |

## Primati

### Vittorie
| Artista/i       | Numero vittorie |
| --------------- | --------------- |
| 50 Cent         | 2               |
| Adele           | 2               |
| Destiny's Child | 2               |
| Taylor Swift    | 2               |
| Usher           | 2               |
| Drake           | 2               |

### Nomination
| Artista/i         | Numero nomination |
| ----------------- | ----------------- |
| Taylor Swift      | 5                 |
| Justin Bieber     | 4                 |
| Rihanna           | 4                 |
| Drake             | 4                 |
| Adele             | 3                 |
| Katy Perry        | 3                 |
| Ariana Grande     | 3                 |
| 50 Cent           | 2                 |
| Destiny's Child   | 2                 |
| Eminem            | 2                 |
| Lady Gaga         | 2                 |
| LeAnn Rimes       | 2                 |
| Maroon 5          | 2                 |
| Nelly             | 2                 |
| One Direction     | 2                 |
| Sean Paul         | 2                 |
| Justin Timberlake | 2                 |
| Usher             | 2                 |
| Bruno Mars        | 2                 |
| The Weeknd        | 2                 |